# دومنیکو فیوراوانتی
دومنیکو فیوراوانتی (به ایتالیایی: Domenico Fioravanti) (زادهٔ ۳۱ مهٔ ۱۹۷۷) شناگر اهل ایتالیا است.